# Dinabá
Dinabá era uma cidade edomita, a capital do rei Bela ben Beor. O nome pode significar "caverna de ladrões". Dinabá pode ter sido localizada no local da atual Dibdiba, um pouco a nordeste de Petra.
Pode haver uma semelhança no nome de Hodbat et-Teneib, cerca de 12,8 quilômetros a leste de Hesbom, mas isso está na terra de Moabe, e provavelmente, demasiado longe para o Norte. Nenhuma identificação satisfatória foi proposta.